# Janislav Gerčev
Janislav Gerčev (in cirillico: Янислав Герчев; trasl. angl.: Yanislav Gerchev; 4 ottobre 1989) è un judoka bulgaro.

## Palmarès
- Europei

Varsavia 2017: argento nei -60kg;
Tel Aviv 2018: argento nei -60kg.
Sofia 2022: argento nei 60 kg.